# The Passengers
The Passengers (укр. пасажири) — пост-панк гурт родом з 1970-х років, який пізніше став відомий як The Names. Оригінальний склад гурту складався з Мішеля Сордінія (бас, вокал), Ізабель Ханрес (вокал), Марка Деспоса (гітара), Роберта Франксона (гітара) та Крістофа ден Тандта (ударні).

## Формування
Гурт сформувався в кінці 1977 року і дав свій перший концерт в лютому 1978 року, виконавши поп-орієнтований пост-панк. Музичні впливи того часу включали Velvet Underground, Richard Hell, Blondie та Television.
У березні 1978 року вони виграли конкурс панків і відмовилися від першого призу. Вони повинні були записати сингл («Danger Zone»/«Hole In Your Mind») на місцевому панк/новый волновый лейбл Romantik Records, але робота так і не відбулася.

## Зміна складу
У середині 1978 року Ханрес і Франксон покинули гурт. Наприкінці 1978 року «пасажири», на яких тепер вплинули Magazine і XTC, перейшли до нового складу, включаючи Кристофера Танда (клавішника). У середині 1979 року гурт змінив назву на The Names.

## Учасники
- Мішель Сордінія (бас, вокал)
- Ізабель Ханрес (вокал)
- Марк Депре (гітара)
- Роберт Франксон (гітара)
- Кристоф ден Тандт (барабани, клавішні)